# نتالي غرانت
نتالي دايان غرانت (بالإنجليزية: Natalie Diane Grant)‏ وهي مغنية وكاتبة أغاني ومرتلة أمريكية ولدت في يوم 21 ديسمبر 1971 في مدينة سياتل، واشنطن في الولايات المتحدة وهي تغني الموسيقى للمسيحية المعاصرة وقد حصلت على جائزة الحمامة كأفضل إمراة غنت موسيقى الإنجيل في سنوات 2006 و2007 و2008 و2009 و2012.

## روابط خارجية
- نتالي غرانت على موقع IMDb (الإنجليزية)
- نتالي غرانت على موقع ميوزك برينز (الإنجليزية)
- نتالي غرانت على موقع أول موفي (الإنجليزية)
- نتالي غرانت على موقع أول ميوزيك (الإنجليزية)
- نتالي غرانت على موقع ديسكوغز (الإنجليزية)
- نتالي غرانت على موقع قاعدة بيانات الفيلم (الإنجليزية)
- نتالي غرانت على موقع كينوبويسك (الروسية)